# Соловой, Сергей Авдеевич
Сергей Авдеевич Соловой (1900—1946) — генерал-майор Советской Армии, участник Гражданской и Великой Отечественной войн.

## Биография
Родился в 1900 году в семье служащих, русский. В 1916 окончил 2-е Саратовское высшее начальное училище. В июне 1919 добровольно пошёл на службу в Рабоче-крестьянскую Красную Армию, курсант Первых Саратовских командных курсов. Участвовал в боях Гражданской войны. Член РКП(б) с 1919. С декабря 1919 помощник начальника команды связи 10-го запасного батальона 4-й стрелковой запасной бригады. С февраля 1920 помощник и командир роты батальона связи 40-й стрелковой дивизии. С декабря 1920 на излечении в госпиталях Симферополя, Евпатории и Таганрога.
С сентября 1921 – начальник связи полка, адъютант отдельного батальона, командир отдельной роты в ЧОН Саратовской губернии. С июня 1924 инструктор и начальник Саратовского политсекретариата. С 16 мая 1925 – инструктор политотдела 32-й стрелковой дивизии. С августа 1926 временно исполнял должность военкома 94-го стрелкового полка 21-й стрелковой дивизии. С 15 января 1928 инструктор и старший инструктор политического управления Приволжского ВО (ПУОКР). С 28 июня 1930 начальник сектора ПУОКР Приволжского ВО.
С 25 ноября 1931 – слушатель Военной академии механизации и моторизации РККА (ВАММ РККА) имени И. В. Сталина (окончил в 1936). С марта 1933 – временно исполняющий должность начальника курса инженерного факультета ВАММ РККА. 4 января 1936 назначен военпредом Приёмного аппарата Автобронетанкового управления РККА. Приказом наркомата обороны от 20 июня 1939 назначен старшим военпредом Горьковского авторемонтного завода № 10. Приказом НКО от 13 января 1941 назначен районным инженером приёмного аппарата Киевского авторемонтного завода № 1 и № 2.
В годы Великой Отечественной войны приказом НКО от 21 ноября 1942 назначен помощником по технической части 7-го танкового корпуса (с 29 декабря 1942 – 3-го гвардейского). 21 августа 1943 ему было присвоено звание генерал-майора инженерно-танковой службы. Приказом НКО от 21 марта 1944 назначен помощником командующего 5-й гвардейской танковой армии по технической части. С 28 марта 1944 – начальник управления бронетанкового снабжения и ремонта 5-й гвардейской танковой армии. С 7 сентября 1944 – исполняющий должность заместителя по технической части начальника Главного управления формирования и боевой подготовки БТМВ КА. Приказом НКО № 0300 от 25 сентября 1944 утверждён в занимаемой должности.

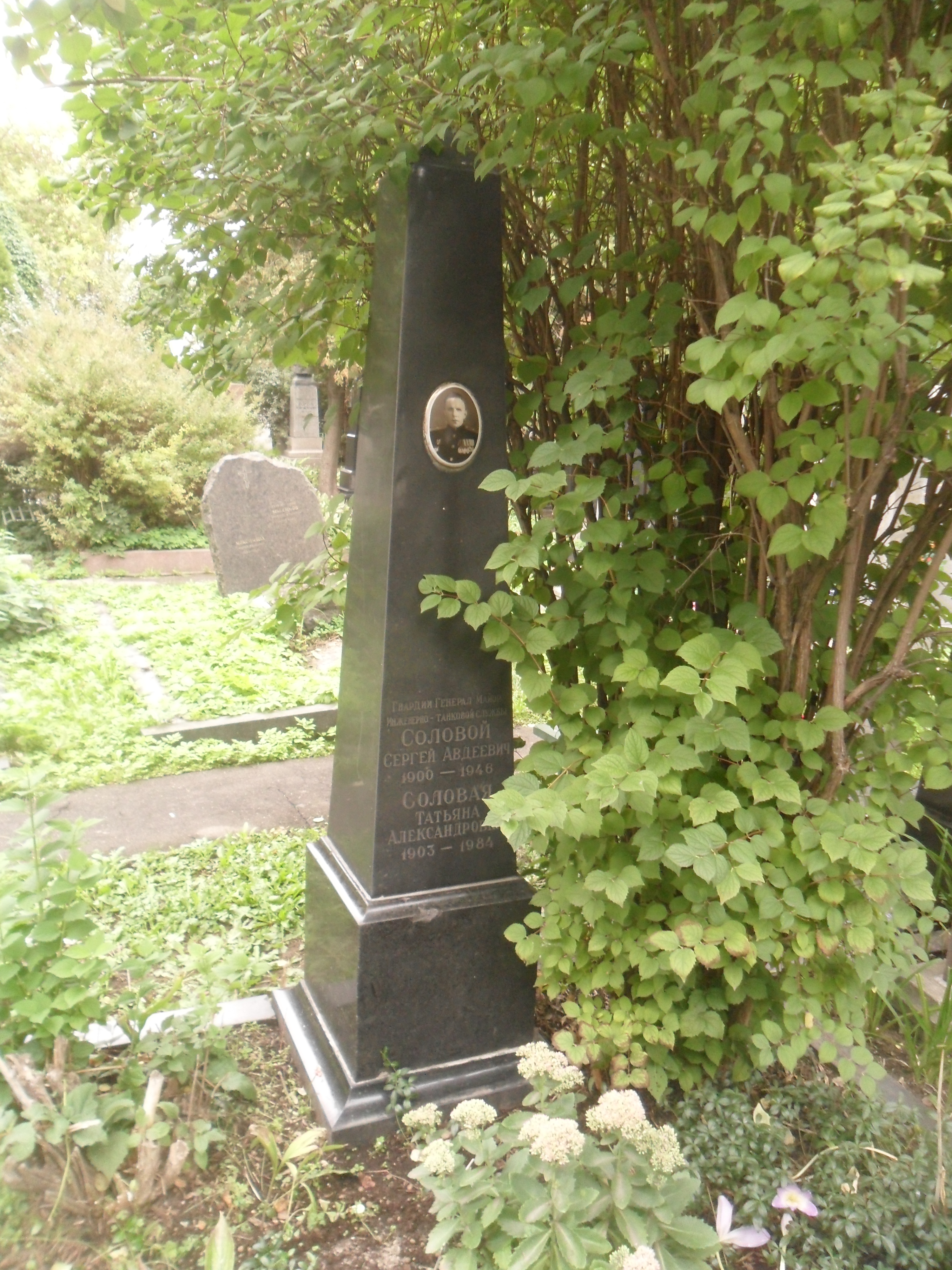
Могила С. А. Солового на Новодевичьем кладбище

Скончался 3 января 1946 года от рака лёгких в Центральном военном госпитале, похоронен на Новодевичьем кладбище Москвы.
Был награждён орденом Ленина, двумя орденами Красного Знамени, орденом Отечественной войны 1-й степени и рядом медалей.